# Säfveåns AB

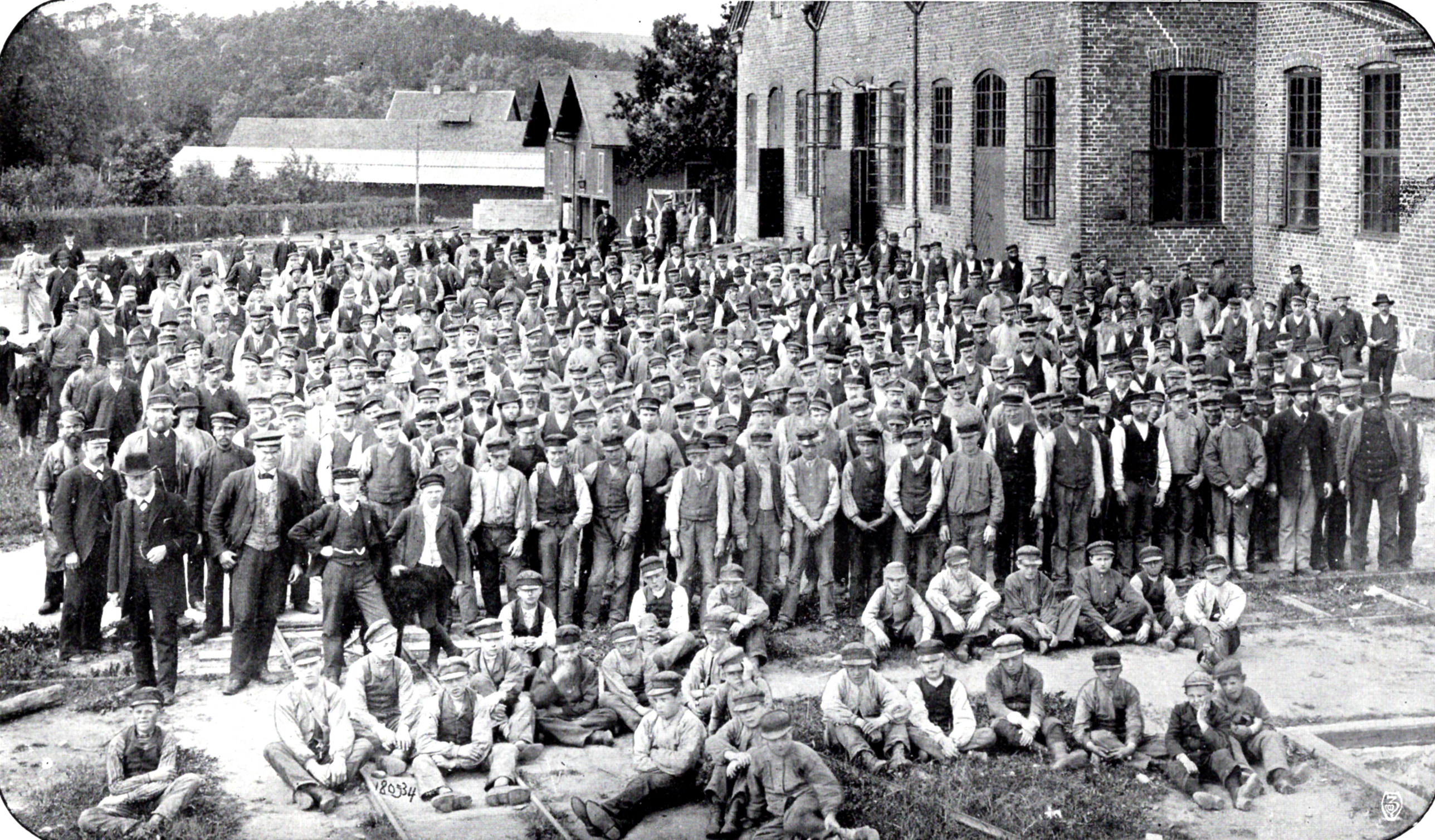
Arbetare vid Säfveåns AB omkring 1900.

Säfveåns AB var ett sågverksbolag och senare investmentbolag i Göteborg. 
Sågverket låg vid Säveåns utlopp i Göta Älv i Gamlestaden och var vid sekelskiftet 1900 ett av Sveriges största. Det grundades av Nils Georg Sörensen (1833–1917) 1874 sedan han köpt Sävenäs egendom 1872. Bolaget förädlade trävaror, främst lådämnen för export, och ägde stora skogar i Småland och flera sågverk, bland annat Karlstads ångsåg. Verksamheten gick sämre när modernare förpackningsmaterial tog över marknaden. På 1940-talet upphörde sågverksamheten. 
Företaget återupplivades 1959 som investmentbolag.
År 1976 köptes Victor Hasselblad AB av Säfveåns AB och noterades 1984 på Stockholms fondbörs med Säfveån som majoritetsägare.
I stadsdelen Björkekärr i Göteborg bär gatorna namn kopplade till sågverksamheten och en gata är uppkallad efter Nils Georg Sörensen.